# Priocnemis mitakensis
Priocnemis mitakensis (лат.) — вид дорожных ос рода Priocnemis (Pompilidae).

## Распространение
Дальний Восток: Россия (Приморский  край), Япония (Хонсю, Сикоку, Кюсю), Республика Корея.

## Описание
Длина тела самцов 5,1—7,6 мм, самок — 8,5—9,5 мм. Основная окраска тела чёрная. Лёт отмечен в июле, августе и сентябре. Предположительно, как и другие виды своего рода охотится на пауков. Вид был впервые описан в 1954 году японским энтомологом Р. Исикавой (R. Ishikawa).